# Korsträsk
Den här artikeln handlar om tätorten Korsträsk i Älvsbyns kommun. För byn Korsträsk i Arjeplogs kommun, se Korsträsk, Arjeplogs kommun.

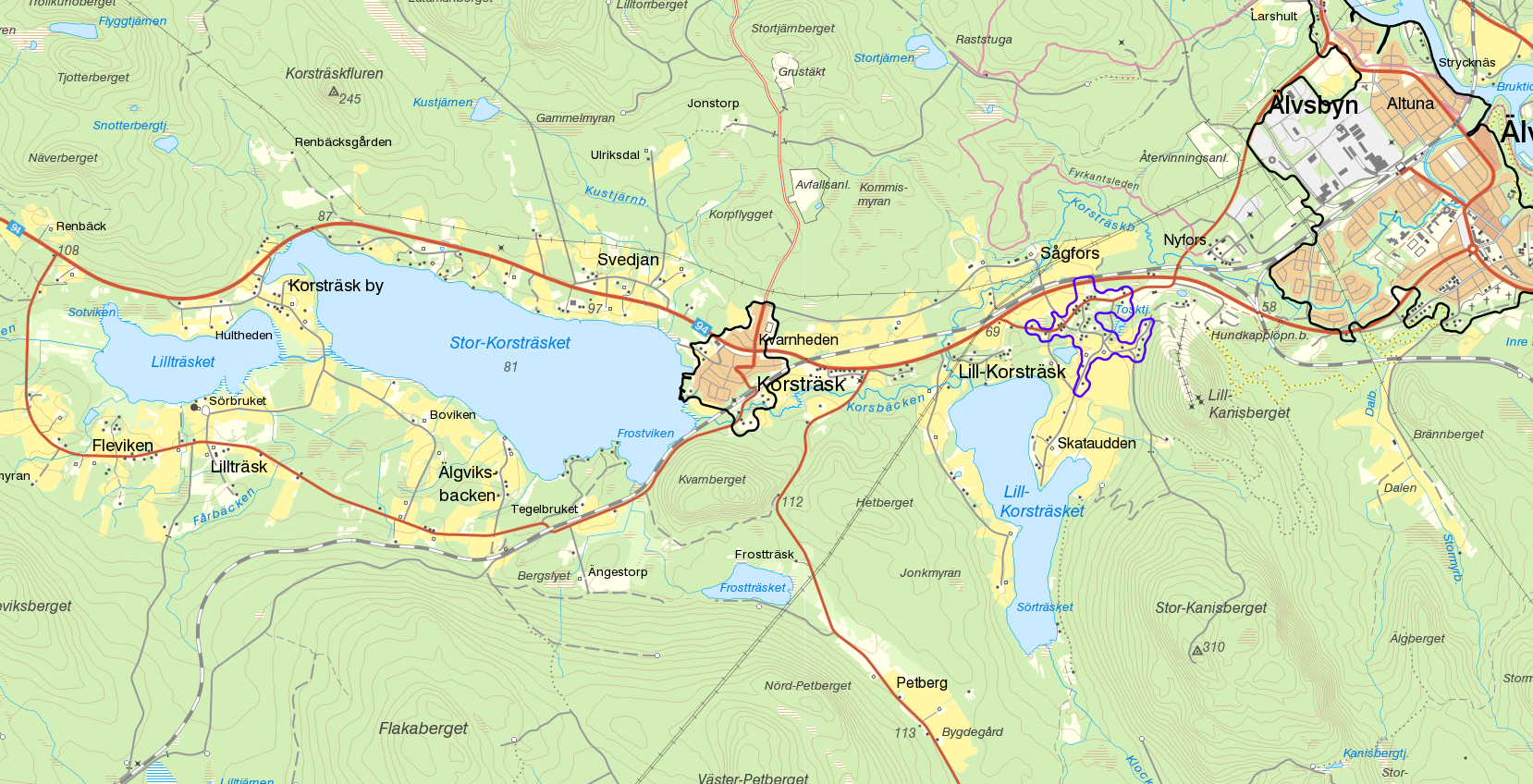
Den av Statistiska centralbyrån avgränsade tätorten Korsträsk, med gränserna från tätortsavgränsningen 2015.

Korsträsk är en tätort i Älvsbyns kommun. Orten ligger öster om sjön Stor-Korsträsket efter riksväg 94, cirka 7 km väster om Älvsbyn. Det finns en F-3-skola i orten, medan de äldre barnen går i skola i Älvsbyn.
Korsträsk passeras av Stambanan genom övre Norrland och har en mötesstation.

## Historia

### Administrativa tillhörigheter
Korsträsk ligger i Älvsby socken som först tillhörde Piteå landskommun som bildades vid kommunreformen 1862 och sedan Älvsby landskommun från den 1 januari 1874. Vid kommunreformen 1971 bildades Älvsbyns kommun genom sammanslagning av Älvsby landskommun med det 1948 bildade Älvsbyns köping. Korsträsk har tillhört Älvsbyns kommun sen dess.

### Befolkningsutveckling
| Befolkningsutvecklingen i Korsträsk 1940–2020           | Befolkningsutvecklingen i Korsträsk 1940–2020 | Befolkningsutvecklingen i Korsträsk 1940–2020 | Befolkningsutvecklingen i Korsträsk 1940–2020 | Befolkningsutvecklingen i Korsträsk 1940–2020 |
| ------------------------------------------------------- | --------------------------------------------- | --------------------------------------------- | --------------------------------------------- | --------------------------------------------- |
|                                                         |                                               |                                               |                                               |                                               |
| År                                                      |                                               |                                               | Folkmängd                                     | Areal (ha)                                    |
| 1940                                                    | 1940                                          |                                               | 245                                           | ##                                            |
| 1945                                                    | 1945                                          |                                               | 261                                           | ##                                            |
| 1950                                                    | 1950                                          |                                               | 222                                           | ##                                            |
| 1960                                                    | 1960                                          |                                               | 319                                           | 88                                            |
| 1965                                                    | 1965                                          |                                               | 296                                           | 87                                            |
| 1970                                                    | 1970                                          |                                               | 270                                           | 87                                            |
| 1975                                                    | 1975                                          |                                               | 259                                           | 90                                            |
| 1980                                                    | 1980                                          |                                               | 403                                           | 74                                            |
| 1990                                                    | 1990                                          |                                               | 449                                           | 75                                            |
| 1995                                                    | 1995                                          |                                               | 449                                           | 76                                            |
| 2000                                                    | 2000                                          |                                               | 425                                           | 73                                            |
| 2005                                                    | 2005                                          |                                               | 397                                           | 72                                            |
| 2010                                                    | 2010                                          |                                               | 323                                           | 73                                            |
| 2015                                                    | 2015                                          |                                               | 317                                           | 56                                            |
| 2020                                                    | 2020                                          |                                               | 330                                           | 57                                            |
| Anm.: ## Som tätort/befolkningsagglomeration 1920–1950. |                                               |                                               |                                               |                                               |